# Roger Parker
Roger Parker, född 2 augusti 1951 i London i England, är en brittisk musikolog verksam vid King's College London.
Parker invaldes som utländsk ledamot av Kungliga Musikaliska Akademien den 12 maj 2014.